# Frank L. Hays
Frank L. Hays (* 6. Januar 1922 in Denver, Colorado; † 25. Januar 2003 ebenda) war ein US-amerikanischer Politiker. Zwischen 1957 und 1959 war er Vizegouverneur des Bundesstaates Colorado.

## Werdegang
Über die Jugend und Schulausbildung von Frank Hays ist nichts überliefert. Er muss aber Jura studiert haben. Während des Zweiten Weltkrieges diente er im Fliegerkorps der US-Streitkräfte. Nach dem Krieg praktizierte er als Rechtsanwalt. Gleichzeitig schlug er als Mitglied der Republikanischen Partei eine politische Laufbahn ein. Zwischen 1951 und 1957 saß er im Repräsentantenhaus von Colorado. In den Jahren 1955 und 1957 leitete er dort die republikanische Fraktion. Im Juli 1952 nahm er als Delegierter an der Republican National Convention in Chicago teil, auf der Dwight D. Eisenhower als Präsidentschaftskandidat nominiert wurde. 
Im Jahr 1956 wurde Hays an der Seite von Stephen McNichols zum Vizegouverneur des Staates Colorado gewählt. Dieses Amt bekleidete er zwischen 1957 und 1959. Dabei war er Stellvertreter des Gouverneurs und Vorsitzender des Staatssenats. Nach dem Ende seiner Zeit als Vizegouverneur war er als Lobbyist tätig. Er starb am 25. Januar 2003 in Denver.